# Spritakademien
Spritakademien grundades 2012 och verkar för bättre sprit och bättre spritkultur i Sverige. Detta genom att dela ut stipendier och priser, agera remissinstans, bilda opinion, vara smakpanel, agera bollplank, sprida kunskap, vara rådgivare, värna om kulturen, arrangera föredrag samt vara utställningsinspiratör. Arbetet syftar till att:
- Sprida en bredare och djupare kunskap om sprit.
- Belöna den som gör spritkulturen gott.
- Värna det sprithistoriska arvet.
- Bidra till och spela en aktiv roll i spritens nu- och framtid.

Angela D’Orazio är akademins preses.

## Guldnubben
Guldnubben är Spritakademiens förnämsta utmärkelse som sedan 2013 årligen tilldelas personer eller företag som gjort betydande insatser för den svenska spritkulturen:
- 2024 – Edward Liepe, Saturnus
- 2023 – Kristina Anerfält-Jansson, Norrtälje Bränneri
- 2022 – Jonas Larsson, Tevsjö Mill & Distillery.
- 2021 – Ingen utmärkelse delades ut
- 2020 – Spirit of Hven.
- 2019 – Jon Hillgren, Hernö Gin [3].
- 2018 – Thomas Kuuttanen, Purity Vodka.
- 2017 – Kyrkeby Bränneri.
- 2016 – Mackmyra.
- 2015 – Marianne Wallberg, Stockholm Beer & Whisky.
- 2014 – Johan Thorslund [4].
- 2013 – Folke Andersson.

## Årets Spritkrog
Årets spritkrog är en utmärkelse som delas ut av Spritakademien sedan 2014.
- 2025 – Facit Bar, Umeå
- 2024 – Paddy's vin och ginbar, Malmö.
- 2023 – Matrosen, Stockholm.
- 2020 – Pelikan, Stockholm.
- 2019 – Buustamons Fjällgård.
- 2018 – Operakällaren, Stockholm.
- 2017 – El Duderino, Jönköping.
- 2016 – Två små svin, Årsta.
- 2015 – The Barn, Göteborg.
- 2014 – Långbro Värdshus.

## Ledamöter
Spritakademien har 14 stolar vars innehavare skämtsamt kallas "de fjoderton"
- Stol 1 – Angela D’Orazio, Ordförande
- Stol 2 – Steffo Törnquist
- Stol 3 – Henrik Molin
- Stol 4 – Eric Berntson
- Stol 5 – Jon Hillgren
- Stol 6 – Nadja Karlsson
- Stol 7 – Jimmy Nygren
- Stol 8 – Solveig Sommarström
- Stol 9 – Kristina Anerfält Jansson
- Stol 10 – Rolf Cassergren
- Stol 11 – Måns Herngren
- Stol 12 – Wille Crafoord
- Stol 13 – Magnus Dandanell
- Stol 14 – Bodil Stigsdotter